# Institut de littérature mondiale Gorki
 (mai 2025).
Si vous disposez d'ouvrages ou d'articles de référence ou si vous connaissez des sites web de qualité traitant du thème abordé ici, merci de compléter l'article en donnant les références utiles à sa vérifiabilité et en les liant à la section « Notes et références ».
Ne doit pas être confondu avec Institut de littérature Maxime-Gorki.
L'institut de littérature mondiale Gorki est un institut de recherche dépendant de l'académie des sciences de Russie. Il se trouve à Moscou, 25 rue Povarskaïa. Il a été fondé en 1932.

## Historique
L'institut Gorki a été fondé le 17 septembre 1932 par le praesidium du comité exécutif central de l'URSS et nommé d'après Maxime Gorki pour marquer le quarantième anniversaire de l'entrée en littérature de l'homme de lettres. Lev Kamenev en fut le premier directeur. L'institut reçoit les archives de Gorki en 1937 et ouvre un musée à son nom à la fin de cette année ; puis l'année suivante un musée consacré à Pouchkine qui déménage en 1949 à Léningrad.
Il reçoit sa dénomination actuelle (avec l'attribut de littérature mondiale) en 1938 en étant placé sous la dépendance de l'académie.
La vocation de l'institut est de favoriser les recherches scientifiques, linguistiques, philologiques, historiques, méthodologiques, etc. des académiciens et de leurs collaborateurs et des chercheurs.

## Directeurs
- Lev Kamenev (1932-1934)
- Ivan Lippol (1935-1936)
- Anatoly Kantcheïev (1936-1940)
  - Ivan Lippol, par intérim 1940
- Leonid Ponomariov (1941-1944)
  - Vladimir Chichmariov (1945-1947)
- Alexandre Eloguine  (1948-1952)
- Ivan Anissimov (1952-1966)
  - Vladimir Chtcherbina, par intérim 1966-1968
- Boris Soutchkov (1968-1974)
- Vladimir Chtcherbina, par intérim 1974-1975
- Youri Barabach (1975-1977)
- Gueorgui Berdnikov (1977-1987)
- Felix Kouznetsov (1987-2005)
- Alexandre Koudéline (2005-2015)
- Vadim Polonski (depuis 2015)

## Collaborateurs et anciens collaborateurs
- Mikhaïl Gasparov
- Valeri Kirpotine
- Eléazar Mélétinsky
- Alexandre Tchoudakov
- Sergueï Zenkine, théoricien de la littérature et traducteur du français.